# Schistostemon reticulatum
Schistostemon reticulatum är en tvåhjärtbladig växtart. Schistostemon reticulatum ingår i släktet Schistostemon och familjen Humiriaceae.

## Underarter
Arten delas in i följande underarter:
- S. r. froesii
- S. r. reticulatum